# Amrita-bindu-upanishad
La Amrita-bindu-upanishad es la más importante de las cinco Bindu-upanishads, que pertenecen a la tradición del Átharva-veda.

## Nombre sánscrito
- amṛtabindūpaniṣad, en el sistema AITS (alfabeto internacional para la transliteración del sánscrito).[1]
- अमृतबिन्दूपनिषद्, en escritura devanagari del sánscrito.[1]
- Pronunciación: /amritabindopánishad/ en sánscrito[1]
- Etimología: ‘la Upanishad de la gota de néctar (de la inmortalidad)’.[1]
  - amrita: ‘néctar (de la inmortalidad)’
  - bindu: ‘gota’
  - upanishad: eso que se aprende sentado a los pies.

## Contenido
La Amrita-bindu-upanishad es un texto muy corto, compuesto de 24 versos.

La Amritabindu upanishad inculca, en primer lugar, el control de la mente en la forma de la ausencia de deseo por los objetos de los sentidos, como la manera más eficaz para el logro de la liberación y la realización de aquel que es conocimiento y bienaventuranza absoluta. A continuación, se expone de una manera fácil y convincente la verdadera naturaleza del alma y de la realización de la verdad más elevada, lo cual conduce a la unidad. Por lo tanto, el tema central de todas las Upanishads ―a saber, que la yiva y el Brahman son eternamente uno, y que toda dualidad es una mera imposición debida a la ignorancia― encuentra un énfasis claro y contundente en estos versos concisos y epigramáticos.
The Amritabindu Upanishad inculcates, first, the control of the mind in the shape of desire-less-ness for sense-objects, as the most effective way to the attainment of liberation and the realisation of the One who is Knowledge and Bliss Absolute. Then, it sets forth in an easy and convincing way the real nature of the soul and the realisation of the highest truth which leads to unity. Thus, the central theme of all the Upanishads – viz., that the Jiva and Brahman are eternally one, and that all duality is a mere superimposition due to ignorance – finds a clear and forceful emphasis in these terse, epigrammatic verses.
Swami Madhavananda

La Amrita-bindu upanishad describe que la mente es la causa de la esclavitud y la liberación. La mente que está apegada a los objetos materiales (los «objetos de los sentidos») se esclaviza, mientras que si se desvincula de los objetos materiales se puede liberar.
Todas las prácticas espirituales y disciplinas espirituales están orientadas a obtener la serenidad de la mente y, en última instancia, la liberación. Cuando la mente se sumerge en el estado de la divinidad, que está más allá de la virtud y el vicio. En el estado de liberación, componentes mentales tales como la virtud y el vicio se vuelven irrelevantes.
Mediante la práctica del yoga se pueden reprimir los pensamientos y aplicarlos a la meditación en el absoluto:
मन एव मनुष्याणां
कारणं बन्धमोक्षयोः |
बन्धाय विषयासक्तं
मुक्तं निर्विषयं स्मृतम् |२|
mana eva manuṣyāṇāṁ
kāraṇaṁ bandha mokṣayoḥ |
bandhāya viṣaya āsaktaṁ
muktaṁ nirviṣayaṁ smṛtam |2|
La mente ciertamente del varón
es la causa, de las ataduras, la liberación.
De la atadura de los objetos el apego
la liberación de los objetos se dice

La mente es la causa de la esclavitud y la mente es la causa de la liberación. Una mente apegada al mundo material está en cautiverio, y una mente desapegada se encuentra en estado de liberación.

La mente puede ser pura e impura. Arrastrada por los sentidos se vuelve impura, pero con los sentidos bajo control la mente se vuelve pura. Es la mente la que nos libera o nos esclaviza. Cuando somos arrastrados por los sentidos quedamos cautivos; si buscamos libertad debemos dominar nuestros sentidos. Cuando la mente se desapega de los sentidos alcanzamos la altura de la consciencia. El dominio de la mente lleva a la sabiduría.

La mente puede llevar al hombre al infierno en los centros coccígeos y sacros, los cuales solamente dan sentido del dinero y sentido del sexo.

Solamente con el om él [el yogui] debe respirar.
Amrita-bindu-upanishad 20

Ciertamente el yogui hará bien en digerir el contenido de las escrituras completamente, con la condición de que más tarde llegue más allá de esta etapa y tire todos los libros, así como uno tira la cáscara para encontrar el grano.

Sabemos que la leche es siempre del mismo color, aunque las vacas que la den tengan distintos colores; igualmente el conocimiento es uno solo aunque las doctrinas sean diversas.

Y el conocimiento está oculto en el fondo de cada individuo tal como la mantequilla está oculta dentro de la leche.

Por eso el practicante sabio debe llevar a cabo la operación de batido dentro de sí mismo, empleando su propia mente sin respiro como batidora.
Amritabindu-upanishad 1.17-20

## Yoga-upanishades
El Amritabindu-upanishad y los restantes cuatro Bindu-upanishads se clasifican como Yoga-upanishad. [6]